# この情熱のそばで
『この情熱のそばで』（このじょうねつのそばで）はZYYGの10枚目のシングル。1997年5月21日にB-Gram RECORDSからリリースされた。

## 楽曲解説
テレビ朝日系『龍ノ福耳』エンディングテーマ。
2023年に「蒼きNostalgia」が発表されるまで、本作がZYYGのラストシングルとみられていた。

## 収録トラック
1. この情熱のそばで
作詞・作曲：高山征輝　編曲：ZYYG
2. SO WHAT?
作詞：高山征輝　作曲：後藤康二　編曲：ZYYG